# Maksym Wyznawca
Maksym Wyznawca, właśc. Moschion, gr. Μάξιμος Ομολογητής, cs. Prepodobnyj Maksim Ispowiednik) (ur. ok. 580 w Konstantynopolu, zm. 662 w okolicach Batumi) – teolog grecki, święty Kościoła katolickiego i prawosławnego.

## Życie
Urodził się około 580 r. w Konstantynopolu w szlachetnej rodzinie. Po otrzymaniu wszechstronnego wykształcenia cesarz Herakliusz mianował go swym głównym sekretarzem. Jednak po pewnym czasie, widząc rozprzestrzeniającą się wokół herezję monoteletów, której wpływowi uległ również sam cesarz, Maksym zostawił dwór i wstąpił do monasteru w Chryzopolu. Później został jego przełożonym.
Gdy pojawiła się groźba najazdu perskiego, udał się na Kretę, a następnie przez Cypr do Afryki. Był inspiratorem wielu synodów afrykańskich. Również po przybyciu do Rzymu zainicjował synod, na którym potępiono herezje monofizytyzmu i monoteletyzmu. Z tego powodu był kilkakrotnie prześladowany. Za obronę czystości wiary zsyłano go, a następnie ponownie wzywano do Konstantynopola. Jego przeciwnicy przechodzili od słownych gróźb do czynów, ale Maksym pozostawał wierny swym poglądom.
W 653 r. na rozkaz Konstansa II Maksym został aresztowany i wywieziony do Konstantynopola. Oskarżonego o zdradę stanu zesłano do Bizji w Tracji. Gdy nie pomagały żadne inne sposoby, aby zamknąć usta świętemu, pozbawiono go języka i odrąbano prawą rękę, by również za pomocą pióra nie mógł głosić prawdy. Po tym wszystkim wysłano go jako więźnia na Kaukaz, w okolice Batumi, gdzie w 662 r. zasnął w Panu. Przedtem dane mu było dokładne określenie chwili własnej śmierci.

### Inne warianty życia
Według syryjskiej biografii świętego, naprawdę nazywał się Moschion i był synem Samarytanina i perskiej niewolnicy pewnego Żyda z Tyberiady. Urodził się w wiosce Hesfin u podnóży wzgórz Golan niedaleko jeziora Tyberiadzkiego. Po śmierci rodziców kapłan z wioski oddał go do klasztoru świętego Charytona zwanego Palaia Laura. Przełożony klasztoru Pantaleon zmienił mu imię na Maksym. W 614 roku, uciekając przed perską inwazją, znalazł się w klasztorze w Chryzopolu. Tam poznał swojego ucznia Atanazego, pochodzącego z Afryki. W 626 obaj przenieśli się do Kartaginy. W 645 teolog odbył dysputę z monoteleckim patriarchą Konstantynopola Pyrrusem, wygnanym ze stolicy, i przekonał go do swoich sądów. Obaj udali się do papieża Marcina I, któremu Maksym doradzał. Maksym wsparł synod laterański z 649, na którym potępiono nową cesarską doktrynę. Za otwarte występowanie przeciwko monoteletyzmowi i popieranie papieża został uwięziony przez władze bizantyjskie, obcięto mu język i prawą rękę. Zmarł w 662 roku na wygnaniu na Kaukazie.
Według innej wersji życia świętego miał on urodzić się w Konstantynopolu, być pierwszym sekretarzem imperatora Herakliusza, wstąpić do klasztoru w Chryzopolu a następnie przenieść się na wyspę Kyzikos, gdzie poznał teologa Jana z Kyzikos. Następnie przeniósł się do Kartaginy, gdzie spotykał się z patriarchą Jerozolimy Sofroniuszem, którego wcześniej poznał w Palestynie. Według tej wersji biograficznej, święty miał zostać porwany do Konstantynopola, obłożony anatemą i wraz z uczniem Anastazym wygnany do miasta Chersonez na Krymie, gdzie zmarł.

## Dzieła
Pisma Maksyma, który za swą wiarę i męczeńską śmierć otrzymał miano Wyznawcy, mają charakter różnorodny, gdyż powstawały w miarę zapotrzebowań. Pisał dzieła egzegetyczne, listy, dzieła ascetyczne, doktrynalne, objaśnienie liturgii. Najbardziej znane i cenione jest Wyjaśnienie Modlitwy Pańskiej. Występował przeciwko doktrynie monoteletyckiej, która od 638 roku stała się oficjalną doktryną religijną Cesarstwa Bizantyjskiego. Niecałe 20 lat po jego śmierci potępiono monoteletyzm w Konstantynopolu na soborze konstantynopolitańskim III.
Św. Maksym w swych dziełach najwięcej miejsca poświęcał duchowemu życiu człowieka. Szczególnie widoczna jest w nich głębia i przenikliwość myślenia. Jedno z jego pism "Cztery wieki miłosierdzia" (tzw. Cztery Centurie), składające się z krótkich aforyzmów i refleksji, nazywano "jednym z najgłębszych i najpiękniejszych dzieł w całym piśmiennictwie chrześcijańskim". Do naszych czasów zachowało się również pochodzące spod jego pióra "Wyjaśnienie Świętej Liturgii". Uważany jest za największego uczonego i mistyka chrześcijańskiego VII wieku.

## Kult
Wspomnienie liturgiczne w Kościele katolickim obchodzone jest 13 sierpnia.
W Cerkwi prawosławnej święty cieszy się powszechną czcią, która wspomina świętego dwukrotnie:
- 21 stycznia/3 lutego[1], tj. 3 lutego według kalendarza gregoriańskiego (rocznica śmierci),
- 13/26 sierpnia, tj. 26 sierpnia (rocznica przeniesienia relikwii w 662).

Ikonografia
W ikonografii święty przedstawiany jest jako stary człowiek o surowym wyrazie twarzy. Ma długą, w niektórych wyobrażeniach sięgająca pasa, rozdwajającą się u końca, siwą brodę i łysinę czołową. Prawą dłonią błogosławi, bądź trzyma w niej krzyż. W lewej dzierży zwój z napisem: "Cześć oddaję, śpiewam i wielbię Ojca i Syna, i Świętego Ducha".

## Myśli świętego
- Ten czyj rozum jest przywiązany do czegokolwiek ziemskiego, ten nie kocha Boga.
- Nie bądź samolubny i będziesz Bogolubny, nie dogadzaj sobie i będziesz miłował braci.

## Przekłady w języku polskim
- Maksym Wyznawca, Antologia życia wewnętrznego - Dialog o życiu wewnętrznym, Księga miłości, Księga oświeconych, Wykład Modlitwy Pańskiej, Listy o miłości, przeł. A. Warkotsch, Poznań 1982.
- Maksym Wyznawca, Myśli o miłości, Centurion, Listy, przeł. ks Albeert Warkotsch [w:] Szczepan Pieszczoch, Patrologia, t. 2: Ojcowie mówią, Gniezno 1994, s. 238-243.
- św. Maksym Wyznawca, Myśli o Miłości [w:]  Patrick - Pierre Verbraken OSB, Marek Starowieyski, Ojcowie Kościoła. Panorama patrystyczna, Warszawa 1991, Wyd. Archidiecezji Warszawskiej, s. 224-228.